# 新会路华童公学旧址

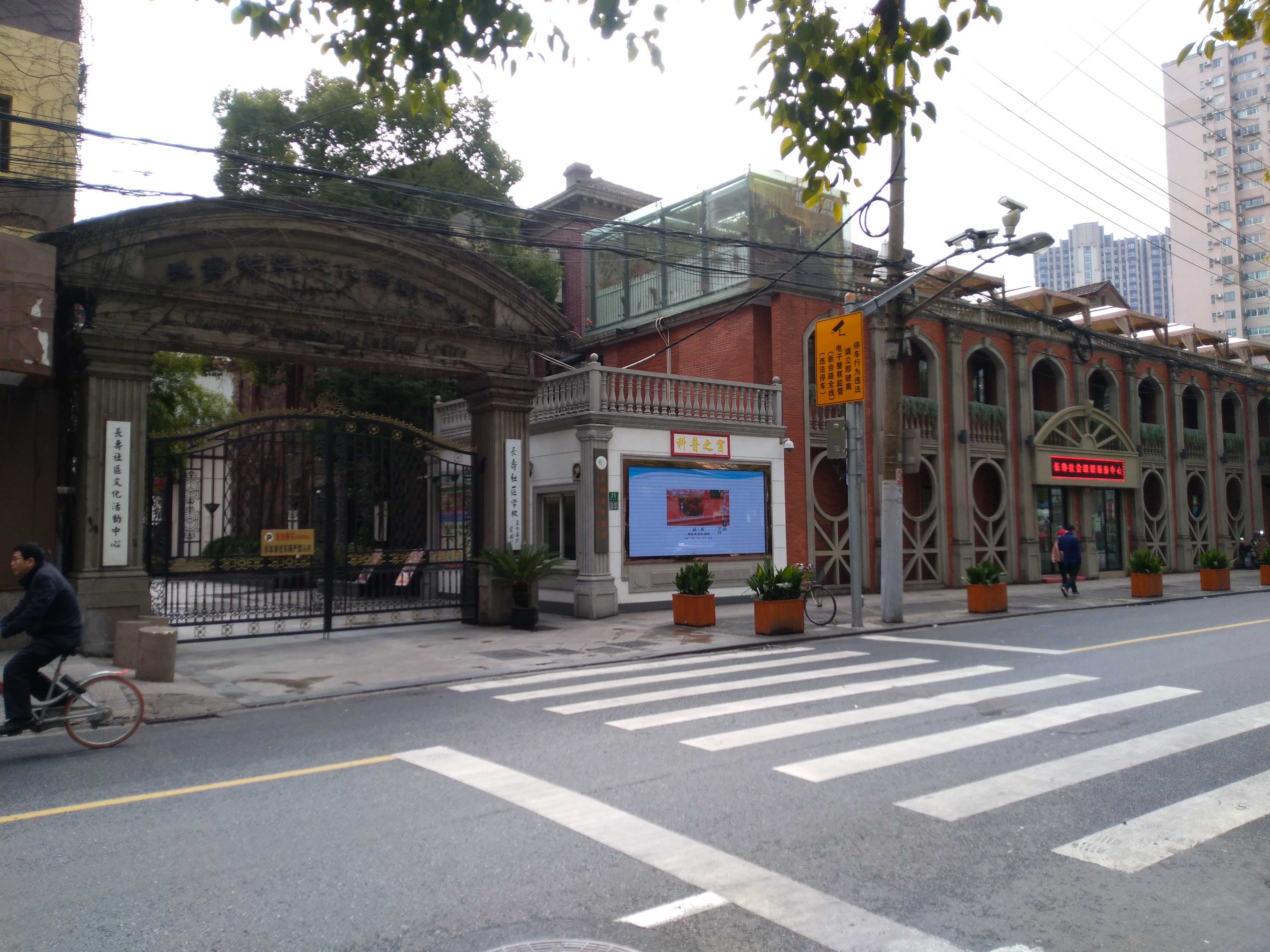
新会路华童公学旧址

新会路华童公学旧址又名薛家花园，位於中華人民共和國上海市普陀區新会路25号，由染料商薛宝润建于1933年。1938年，华童公学因校舍在中國抗日战争中被毁而迁往此处。华童公学後來更名晋元中学並迁走，當地為新会中学所用。
新会路华童公学旧址原有砖木结构三层大楼两幢，一幢于1992年拆除。现存大楼共有三層，建筑面积2682平方米，並为长寿街道社区文化活动中心所用。2006年，新会路华童公学旧址被按照原样修复，2009年6月，新会路华童公学旧址被公布为第二批普陀区登记不可移动文物。2011年被公布为普陀区文物保护单位。2021年被列入上海市第一批不可移动革命文物名录。